# Proplétací stroj
Proplétací stroj (angl.: stitch bonding machine, něm.: Nähwirkmaschine) je zařízení na výrobu speciálních výplňkových osnovních pletenin a proplétání vlákenných roun, které se řadí k tzv. netkaným textiliím.
Princip proplétání: Proplétací dvoudílné jehly prostupují předkládaným výplňkem po celé pracovní šíři stroje tak, že na straně kladecích přístrojů vznikají spojovací kličky a za výplňkem očka.
Proplétat se dají textilní materiály v téměř každé formě, prakticky nejpoužívanější je zpevňování vlákenného rouna a proplétání osnovy s pásem příčných nití.

## Proplétání rouna osnovními nitěmi

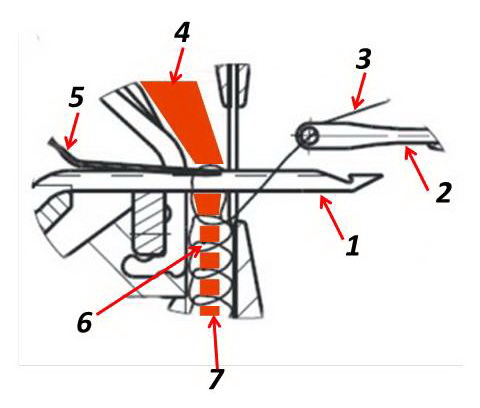
Schéma proplétacího zařízení

Nákres vpravo znázorňuje proplétání vlákenného rouna osnovní nití: Rouno z pavučinky od mykacího stroje (4) se propichuje jehlou (1), ke které se přivádí kladecím přístrojem (2) proplétací nit (3). Pohybem jehly se za pomoci odrážecí platiny (5) vytváří kolem svazku vláken očka (6), spojením oček řetízkovou nebo trikotovou vazbou vzniká proplet (7).
Proplétací stroj pracuje s otáčkami (= počtem propletených řádků) do 2 600 za minutu, zařízení s pracovní šířkou do 6 150 mm se většinou spojuje s mykacími stroji do jednoho agregátu. Proplety s hmotností 30–3 000 g/m2 se používají na dekorace, přikrývky, potahy, hadry na čištění aj.

## Proplétání rouna svazky vláken
Tvořením oček přímo z vlákenného materiálu vzniká řetízková vazba. Očka jsou vzájemně provázána a dávají propletu pevnost v podélném směru. Aby měl proplet dostatečnou pevnost, musí rouno obsahovat nejméně 20 % vláken delších než 40 mm.
Zařízení používá zesílené proplétací jehly, které s pomocí zvláštní techniky zaplňují při každé otáčce stroje přiváděné rouno určitým množstvím vláken.

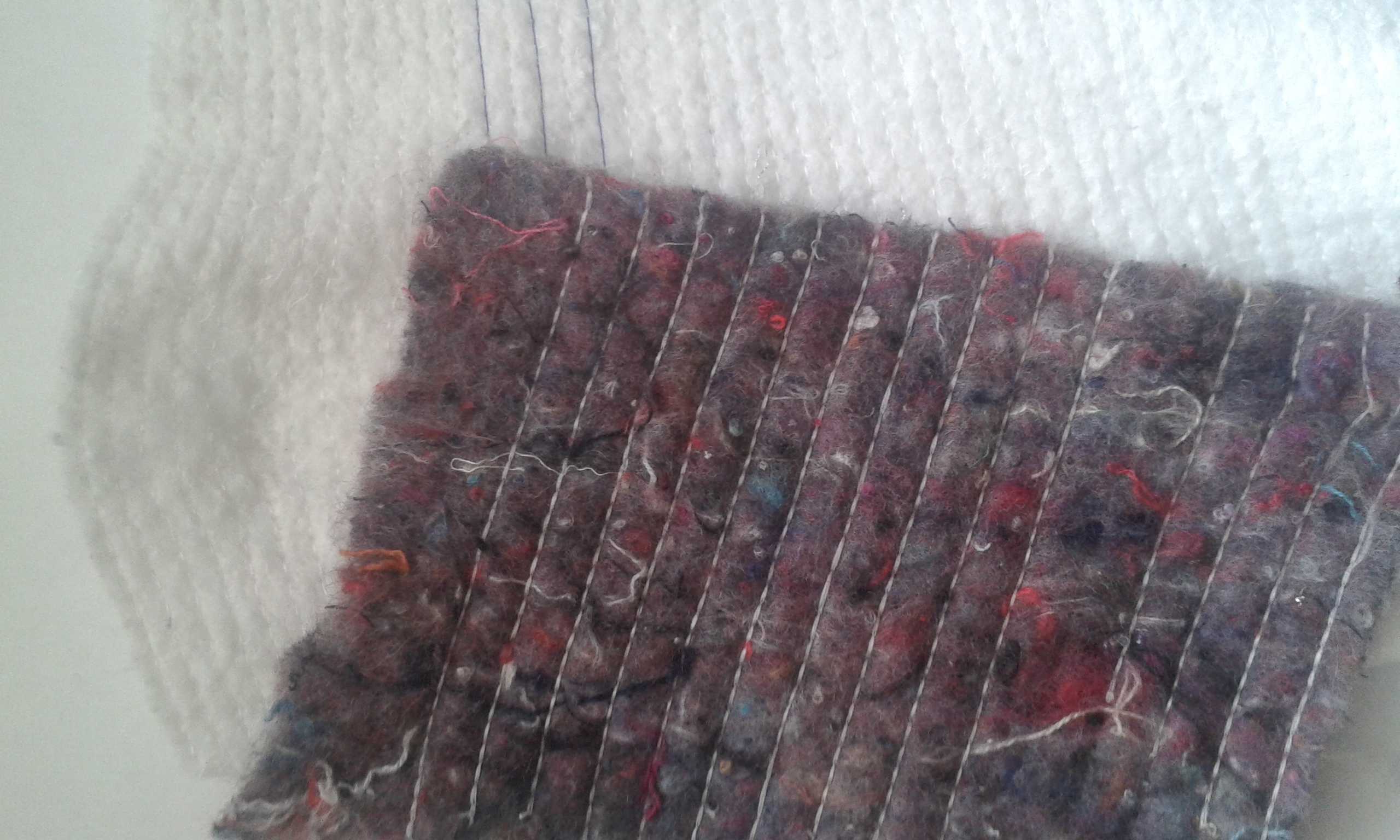
Výrobek z propletených svazků vláken

Stroje pracují s maximálně 2 800 obr./min, proplety s hmotností 120–1 200 g/m2 se používají na vnitřní stěny aut a bot, podklady koberců aj. 
Trojdimenzionální proplety se vyrábějí technologií Kunit a Multiknit.
Vlákna rouna se shrnují kartáčky, které je tlačí do háčku pletací jehly, kde se tvoří očko. Na lícní straně propletu
vyčnívají smyčky s výškou cca 10 mm.
Multiknit vzniká dodatečným propichováním kunitu, smyčky dosahují až 16 mm.
Použití: filtrace plynů, absorpce olejových odpadů 

## Spojování osnovy s příčnými nitěmi proplétáním

Struktura multiaxiálního propletu

Na nitě základní osnovy se kladou jako výplněk pásy z 30–90 paralelně řazených „útkových“ nití a spojují se s ní propletením nitěmi vazné osnovy (německé Malimo, český Arachne-Arutex aj.). Příčné niti jsou vedeny v háčkových jehlách umístěných na transportních řetězech, které pokládají pásy pod různým úhlem sklonu k základní osnově a tak se vytváří tzv. multiaxiální proplet. Na stroji se dá instalovat také zařízení na sekání filamentů a kladení jako další výplněk propletu. Stroje se vyrábí s pracovní šířkou do 3 880 mm v jemnostech 2–5 jehel/cm a dosahují až 1 800 otáček/min.
Použití: Technické textilie, výztuž kompozitů

## Z historie proplétacího stroje
- Nejstarší úspěšný patent pochází od Němce Mauersbergra z roku 1949, se sériovou výrobou se začalo v bývalé NDR v roce 1957 pod značkou MALIMO.[5] V roce 1984 bylo v provozu (převážně ve východní Evropě) už 1 000 strojů, na kterých se dala vyrobit ročně více než miliarda čtverečních metrů netkaných textilií.[6]

Od 60. let se začaly proplétací stroje používat i v USA, kde se na nich vyrábí také oděvní a bytové textilie.
V roce 1998 převzala MALIMO jako jediného výrobce těchto strojů na světě firma Karl Mayer, proplétací stroje se později začaly vyrábět také v pobočném Mayerově závodě v Číně. Od roku 2012 je jediným výrobcem všech typů proplétacích strojů (s výjimkou strojů na multiaxiální proplety) firma Christian Pinkert v saském Hohensteinu, která zakoupila patřičné licence od firmy Karl Mayer.
Na začátku 21. století je považována za největšího výrobce propletů americká firma Tietex. Technické aplikace zůstávají jako nejdůležitější sektor pro proplety, rozsah použití je však omezen na speciální výrobky, protože jiné způsoby výroby netkaných textilií (melt-blown, spunbond) jsou 15x až 50x výkonnější. Údaje o počtu vyrobených proplétacích strojů nejsou publikovány.
- V Československu byl v roce 1951 patentován proplétací stroj vlastní konstrukce s názvem ARACHNE (vynálezce Zmatlík).[13] Do 80. let 20. století bylo vyrobeno v tehdejších Kdyňských strojírnách 750 strojů (s výkonem asi o 30 % nižším než MALIMO) a experimentováno s různými možnostmi použití pro netkané textilie.[14] Z pozdější doby není o výrobě strojů Arachne nic známo.